# Кастельбальдо
Кастельбальдо (італ. Castelbaldo, вен. Castelbaldo) — муніципалітет в Італії, у регіоні Венето, провінція Падуя.
Кастельбальдо розташоване на відстані близько 370 км на північ від Рима, 80 км на південний захід від Венеції, 50 км на південний захід від Падуї.
Населення — 1572 особи (2014).
Щорічний фестиваль відбувається 14 лютого Fiera S.Valentino. Покровитель — San Prosdocimo.

## Демографія
Населення за роками:

Станом на 1 січня 2023 року в муніципалітеті офіційно проживало 137 іноземців з 13 країн, серед них 21 громадянин країн Євросоюзу та 3 громадяни України.

## Сусідні муніципалітети
- Бадія-Полезіне
- Мазі
- Мерлара
- Терраццо